# Affaire Declerck
 (janvier 2010).
L'affaire Declerck est une affaire criminelle française dans laquelle Jean-Pierre Declerck, mineur de fond de 30 ans, a été condamné à mort pour le viol et le meurtre de Sylvie Horin, lycéenne de quinze ans, à Libercourt le 2 février 1979.

## Biographie
Jean-Pierre Declerck est le dernier d'une famille de onze enfants. Sans diplôme à la fin de sa scolarité, il s'engage dans la Légion étrangère. Il ne donne pas satisfaction, sujet à l'alcoolisme, et est réformé au bout de deux ans. Il devient mineur dans le Pas-de-Calais, où il se marie. Le ménage se dissout rapidement, et il a une autre compagne avec laquelle il s'apprête à avoir un enfant en février 1979, à 30 ans.

## Le meurtre
Le 2 février 1979, après la tombée de la nuit, il accoste près de la gare de Libercourt une adolescente qui rentre à son domicile. Elle refuse ses avances. Il la frappe assez fort pour l'assommer, la traîne vers un bosquet, la viole, la frappe encore, et la tue en l'étranglant. Il quitte les lieux en laissant le cadavre bien caché, à tel point que celui-ci ne sera retrouvé que le 8 février.
La police réussit pourtant à élucider le meurtre.

## Le procès
L'accusé, qui explique son geste par la panique, est condamné à mort le 22 mai 1981 par la cour d'assises du Pas-de-Calais, bien que les jurés soient certains que cette peine ne sera pas exécutée. En effet, le président de la République François Mitterrand, élu le 10 mai, a promis de la supprimer du code pénal, et est voué à gracier tous les condamnés en attendant. Jean-Pierre Declerck échappe donc à l'exécution, comme sept autres condamnés en France en raison de la promulgation, et de la publication au Journal Officiel le 10 octobre 1981, de la loi no 81-908 portant abolition de la peine de mort. Sa peine est automatiquement commuée en réclusion criminelle à perpétuité.
Il est, avec Patrick François, autre meurtrier condamné le même jour par les assises des Ardennes, le dernier accusé en France à avoir entendu prononcer contre lui une condamnation à mort. La dernière peine de ce type sera prononcée le 28 septembre par la cour d'assises du Haut-Rhin contre Jean-Michel Marx, jugé par contumace pour tentative d'homicide volontaire.

## Mort
Jean-Pierre Declerck meurt le 2 janvier 2007 à Roubaix.